# Bataille de Stelai
Guerres arabo-byzantines
Batailles
- Mu'tah (629)
- Ajnadayn (634)
- Damas (634)
- Fahl (635)
- Yarmouk (636)
- Jérusalem (636-637)

- Héliopolis (640)
- Nikiou (646)

- Sufétula (647)
- Tahouda (683)
- Mammès (688)
- Carthage (698)
- Oued Nini (698)

- 1re Constantinople (674-678)
- Sébastopolis (692)
- Tyane (~708)
- 2e Constantinople (717-718)
- Andrinople (718)
- Nicée (727)
- Akroinon (740)

- Kamacha (766)
- Invasion de l'Asie Mineure (782)
- Kopidnadon (788)
- Krasos (804)
- Invasion de l'Asie Mineure (806)
- Anzen (838)
- Amorium (838)
- Mauropotamos (844)
- Poson (863)
- Bathys Ryax (872 ou 878)

- Syracuse (877-878)
- Stelai ou 1re Milazzo (880)
- 2e Milazzo (888)
- Taormine (902)
- Garigliano (915)
- Détroit (965)
- Georges Maniakès en Sicile (1038-1040)

- Phœnix de Lycie (655)
- Keramaia (746)
- Conquête musulmane de la Crête (années 820)
- Damiette (853)
- Raguse (866-868)
- Kardia (~872-873)
- Golfe de Corinthe (~873)
- Céphalonie (880)
- Chalcis (~883)
- Thessalonique (904)

- Portes ciliciennes (878)
- Campagnes de Jean Kourkouas (926-944)
- Marach (953)
- Raban (958)
- Andrassos (960)
- Campagnes de Nicéphore II Phocas (956-969)
- Chandax (960-961)
- Alexandrette (971)
- Campagnes de Jean Tzimiskès (~950-975)
- Gués de l'Oronte (994)
- Alep (994-995)
- Apamée (998)
- Campagnes de Basile II (979-999)
- Azâz (1030)

La bataille de Stelai est une bataille navale survenue en 880 entre la marine byzantine et la flotte aghlabide au sud de la péninsule italienne. Elle se solde par une victoire majeure de l'Empire byzantin. Elle est également connue sous le nom de première bataille de Milazzo ou bataille de Punta Stilo dans la littérature moderne car sa localisation précise fait l'objet de débats.

## Contexte
En 879 / 880, l'empereur byzantin Basile Ier nomme le général Nasar commandant de la flotte Impériale. Sa première tâche
est de contenir une attaque des Aghlabides de l'émirat d'Ifriqiya (actuelle Tunisie) qui ont lancé un raid contre les côtes occidentales de Grèce avec une flotte de 60 navires. Après avoir vaincu cette flotte à la bataille de Céphalonie, Nasar fait voile vers l'Italie pour soutenir les opérations de l'armée byzantine envoyée pour reconquérir le sud de l'Italie, sous le commandement des généraux Prokopios et Leo Apostyppes.,

## Bataille
Selon l'historien marocain Ibn Idari, l'adversaire de Nasar pendant la bataille est le gouverneur aghlabide de la Sicile, Al-Husayn ibn Rabah. Selon lui, un combat acharné a lieu avant que la flotte de Nasar ne réussisse à vaincre la flotte aghlabide, capturant de nombreux navires arabes. 
L'histoire arabe Ibn al-Athir mentionne également cette bataille dans ces écrits, ainsi que le rapportent les Chroniques de Cambridge. Il note enfin que les Aghlabides tentèrent une attaque sur Reggio de Calabre ainsi que le rapporte l'hagiographie d'Elie de Enna. Selon celle-ci, les Aghlabides avaient constitué une flotte de 45 navires dans l'optique d'une invasion de la Calabre, et la population locale s'était préparée à évacuer la région pour fuir dans les montagnes de l'Aspromonte. Elie de Enna avait cependant prédit une victoire de la flotte impériale. Nasar détruit en effet la flotte des Aghlabides, dont beaucoup abandonnent leurs navires sur la côte de la Sicile et s'enfuient à Palerme. Tous les navires aghlabides finissent par être capturés par les Byzantins.

## Localisation
La localisation de la bataille reste incertaine. Les Chroniques de Cambridge indiquent que la bataille se déroula à Mylas, ce qui renvoie à Milazzo dans le nord-est de la Sicile. Les chroniques de Théophane Continué, elles, placent cette bataille au niveau de "l'île appelée Stelai", ce qui supposerait que la bataille a eu lieu au niveau du cap actuel de Punta Stilo, au sud-est de la Calabre. Le byzantiniste Vera von Falkenhausen rappelle par ailleurs que la fin de la voie romaine qui mène de Rome à Reggio de Calabre est marquée par une colonne (stylos ou stèle en grec) située sur une falaise surplombant la côte, et que le lieu était connu sous le nom de Stylis en grec. Selon Ewald Kislinger, ce dernier site, à l'extrémité ouest du « pied » de la péninsule italienne, correspond mieux à la localisation indiquée dans les chroniques de Théophane Continué ainsi que dans le rapport des Chroniques de Cambridge, et que « Mylas » est probablement dû à une confusion avec une autre bataille qui eut lieu près de Milazzo, huit ans plus tard.

## Conséquences
La victoire de Nasar à Stelai permet aux Byzantins d'envoyer des renforts à Naples, où ils remportent une victoire sur les Arabes. Dans le même temps, Nasar a les mains libres pour lancer des raids sur les côtes nord de la Sicile, et peut intercepter de nombreux corsaires et commerçants opérant dans la mer Tyrrhénienne. Des nombreux butins sont pris, notamment de l'huile d'olive, qui est ramenée en grande quantité à Constantinople, faisant chuter les prix du marché. Ces facteurs aggravent également la situation alimentaire au sein de l'émirat d'Ifriqiya, où la récolte est mauvaise cette année-là. Nasar aide également l'armée de terre byzantine sous les ordres de Prokopios et Apostyppes à reconquérir les territoires de Calabre détenus par les Lombards, au-delà de la rivière Crati, puis il retourne à Constantinople. Malgré la mort de Prokopios au cours d'une bataille peu de temps après, Apostyppes est en mesure de reprendre la ville de Tarente, rétablissant ainsi une connexion routière entre les provinces byzantines de Calabre et autour de Bari.
Ces victoires sont suivies par l'envoi d'un corps expéditionnaire byzantin sous les ordres de Nicéphore Phocas l'Aîné en 885. Phocas réussit à reconquérir plusieurs villes et à consolider les possessions byzantines dans le sud de l'Italie (actuel catépanat d'Italie), compensation d'une certaine manière la perte effective de la Sicile à la suite de la chute de Syracuse en 878.
Le renouveau byzantin est cependant de courte durée. Les Byzantins sont défaits à la bataille de Milazzo en 888. Cette défaite marque le début de la disparition de l'activité de la marine byzantine autour de l'Italie durant le siècle suivant,.

## Sources
- (de) Eickhoff, Ekkehard (1966). Seekrieg und Seepolitik zwischen Islam und Abendland: das Mittelmeer unter byzantinischer und arabischer Hegemonie (650-1040). De Gruyter.
- (it) Kislinger, Ewald (1995). "Milazzo-Stelai (880 d. Cr.): una battaglia navale cambia luogo". Archivio storico messinese. 69: 5–12.
- (de) Lilie, Ralph-Johannes; Ludwig, Claudia; Pratsch, Thomas; Zielke, Beate (2013). Prosopographie der mittelbyzantinischen Zeit Online. Berlin-Brandenburgische Akademie der Wissenschaften. Nach Vorarbeiten F. Winkelmanns erstellt. Berlin et Boston: De Gruyter.
- (en) Pryor, John H.; Jeffreys, Elizabeth M. (2006). The Age of the ΔΡΟΜΩΝ: The Byzantine Navy ca. 500–1204. Leiden, Pays-Bas et Boston, Massachusetts: Brill Academic Publishers.  (ISBN 978-90-04-15197-0).

- (en) Cet article est partiellement ou en totalité issu de l’article de Wikipédia en anglais intitulé « Battle of Stelai » (voir la liste des auteurs).